# Gråbandad getingbock
Gråbandad getingbock (Xylotrechus rusticus) är en skalbagge i familjen långhorningar. Den är 10 till 20 millimeter lång. 

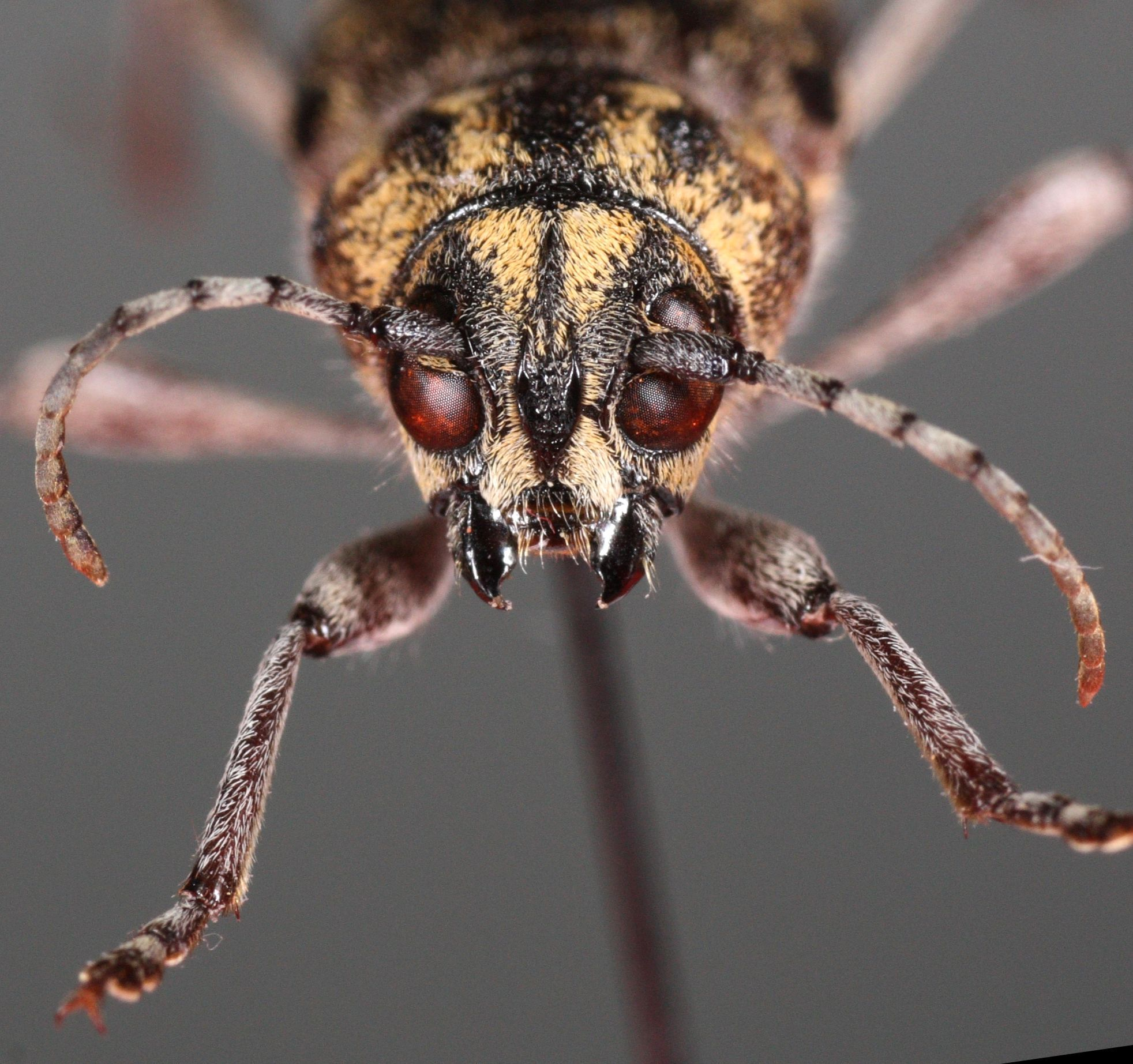